# Arnaud Ramsay
Pour les articles homonymes, voir Ramsay.
Arnaud Ramsay est un journaliste sportif français, né le 5 janvier 1972 à Paris. 
Diplômé de l'Ecole Supérieure de Journalisme (ESJ Paris), il a été rédacteur en chef chargé des sports au sein du quotidien France-Soir, entre janvier 2010 et juillet 2011. Auparavant, il a travaillé pour l'émission de la Cinquième L'Esprit du Sport entre 1995 et 1997, poursuivant en 1998 sur la même chaîne avec l'émission La Planète Ronde. Il a ensuite intégré le bi-hebdomadaire France Football en 1999, dont il a démissionné en 2005. Il a collaboré au service des sports de Le Journal du dimanche jusqu'en 2007, a été chef d'édition au site www.lejdd.fr avant de rejoindre le JT de M6. 
Il a ensuite participé à l'aventure du quotidien Aujourd'hui Sport puis à celle du Le 10 Sport, dont il a été le rédacteur en chef. Il est aussi chroniqueur dans de nombreuses émissions de télévision comme Les décodeurs sur InfoSport ou Sport & News sur i>Télé. Il est l'auteur de nombreuses biographies, comme celles de Nicolas Anelka, de David Douillet ou de Youri Djorkaeff. 
Il a enseigné à l'Institut Pratique du Journalisme (IPJ) et a signé dans de nombreuses publications: Paris-Match, Optimum, VSD, Super Foot Mag, So Foot, etc. Il est désormais gérant de sa société, Ce si gentil Arnaud Ramsay, qui propose des contenus à différents supports (presse écrite, internet, livre, émissions de télévision, etc).Il a également écrit la biographie de Mathieu Bastareaud et travaille sur celle d'Antoine Griezmann.